# Diego Mastrángelo
Diego Gonzalo Mastrángelo (7 de noviembre de 2002; Mar del Plata, Buenos Aires, Argentina) es un futbolista argentino que juega como defensor en el Club Atlético Alvarado a préstamo desde Gimnasia y Esgrima La Plata, de la Primera División de Argentina.

## Trayectoria

### Inicios
Diego Mastrángelo comenzó a dar sus primeros pasos en el fútbol en el club Cadetes de San Martín, de su ciudad natal Mar del Plata. Al principio jugaba de mediocampista defensivo pero con el paso del tiempo terminó jugando como zaguero. 
En 2017, tras una prueba, llega a Gimnasia y Esgrima La Plata donde completaría su formación como futbolista.

### Gimnasia y Esgrima La Plata
Promovido al plantel superior en 2022 por el técnico de aquel momento, Sebastián Romero, quien además lo había dirigido en reserva, Mastrángelo recién debuta en el primer equipo de Gimnasia el 13 de abril de 2023 en la derrota 3 a o frente River Plate, por la fecha 11 de la Liga Profesional 2023.
En julio de 2025, luego de salir cedido a San Martín de Tucumán, Deportivo Riestra y Alvarado (donde no jugó ningún encuentro), regresa a Gimnasia, para ser alternativa del DT Alejandro Orfila.

### San Martín de Tucumán
Para el siguiente año, es cedido a préstamo, con opción de compra al finalizar el mismo, a San Martín de Tucumán para disputar el Campeonato de Primera Nacional 2024. Hizo su debut con el equipo el 26 de febrero de 2024 en la derrota 1 a 0 frente San Miguel, por la cuarta fecha del torneo de ascenso.
Durante su cesión con el conjunto tucumano, disputó 17 partidos.

### Deportivo Riestra
En marzo de 2025 es cedido a préstamo a Deportivo Riestra de la Primera División. Estuvo hasta junio de 2025. Jugó 11 partidos en la reserva sin convertir goles. No fue citado a la división superior.

### Alvarado
A mediados de julio de 2025 se concreta una nueva cesión hacia el Club Atlético Alvarado de la Primera Nacional, sin cargo ni opción por el plazo de un año.

## Estadísticas

### Clubes
Actualizado al último partido disputado el 21 de mayo de 2025.
| Club                              | Div.          | Temporada     | Liga  | Liga  | Liga   | Copas nacionales | Copas nacionales | Copas nacionales | Torneos internacionales | Torneos internacionales | Torneos internacionales | Total | Total | Total  |
| Club                              | Div.          | Temporada     | Part. | Goles | Asist. | Part.            | Goles            | Asist.           | Part.                   | Goles                   | Asist.                  | Part. | Goles | Asist. |
| --------------------------------- | ------------- | ------------- | ----- | ----- | ------ | ---------------- | ---------------- | ---------------- | ----------------------- | ----------------------- | ----------------------- | ----- | ----- | ------ |
| Gimnasia y Esgrima (LP) Argentina | 1.ª           | 2023          | 2     | 0     | 0      | —                | —                | —                | 4                       | 0                       | 0                       | 6     | 0     | 0      |
| Gimnasia y Esgrima (LP) Argentina | 1.ª           | 2025          | 1     | 0     | 0      | 1                | 0                | 0                | —                       | —                       | —                       | 2     | 0     | 0      |
| Gimnasia y Esgrima (LP) Argentina | Total club    | Total club    | 3     | 0     | 0      | 1                | 0                | 0                | 4                       | 0                       | 0                       | 8     | 0     | 0      |
| San Martín (T) Argentina          | 2.ª           | 2024          | 16    | 0     | 0      | 1                | 0                | 0                | —                       | —                       | —                       | 17    | 0     | 0      |
| San Martín (T) Argentina          | Total club    | Total club    | 16    | 0     | 0      | 1                | 0                | 0                | 0                       | 0                       | 0                       | 17    | 0     | 0      |
| Deportivo Riestra Argentina       | 1.ª           | 2025          | 0     | 0     | 0      | —                | —                | —                | —                       | —                       | —                       | 0     | 0     | 0      |
| Deportivo Riestra Argentina       | Total club    | Total club    | 0     | 0     | 0      | 0                | 0                | 0                | 0                       | 0                       | 0                       | 0     | 0     | 0      |
| Alvarado Argentina                | 2.ª           | 2025          | 0     | 0     | 0      | —                | —                | —                | —                       | —                       | —                       | 0     | 0     | 0      |
| Alvarado Argentina                | Total club    | Total club    | 0     | 0     | 0      | 0                | 0                | 0                | 0                       | 0                       | 0                       | 0     | 0     | 0      |
| Total carrera                     | Total carrera | Total carrera | 19    | 0     | 0      | 2                | 0                | 0                | 4                       | 0                       | 0                       | 25    | 0     | 0      |
| 1. 2. 3.                          |               |               |       |       |        |                  |                  |                  |                         |                         |                         |       |       |        |